# موریسنیو
موریسنیو (به ایتالیایی: Murisengo) یک کومونه در ایتالیا است که در استان آلساندریا واقع شده‌است.

## خصوصیات
موریسنیو ۱۵٫۲ کیلومترمربع مساحت و ۱٬۵۲۱ نفر جمعیت دارد و ۳۳۸ متر بالاتر از سطح دریا واقع شده‌است.